# Anton Kreutzer
Anton Kreutzer (Viena, Imperio austrohúngaro, hoy Austria, 1895 - ?), también conocido como Fritz Kreutzer, fue un futbolista y entrenador austriaco. Se desempeñaba en la posición de centrocampista. Fue el primer entrenador en la historia del Napoli italiano.

## Trayectoria
Debutó como jugador en un club de su ciudad natal, el desaparecido Wiener AF, con el que ganó la Copa de Austria en 1922. Tras totalizar 52 partidos y 6 goles con el club vienés, debido al descenso del equipo se mudó a Italia para jugar en el Torino. Debutó el 5 de octubre de 1924, marcando un gol contra el Reggiana. Marcó otro tanto el 13 de diciembre de 1925 ante el Udinese. Con el club de Turín totalizó 39 partidos y 2 goles.
En 1926 fue transferido al Napoli recién fundado, jugando el primer partido de este club el 3 de octubre de 1926 contra el Inter de Milán. Además, en calidad de jugador-entrenador, fue el primer técnico de la historia napolitana. Tiene también el récord de haber marcado el primer penalti a favor del Napoli, el 26 de diciembre de 1926, contra el Alba Roma. En Nápoles jugó 18 partidos marcando 2 tantos. Al término de la temporada, volvió a Austria.

## Clubes

### Como jugador
| Club          | País    | Año         |
| ------------- | ------- | ----------- |
| Wiener AF     | Austria | 1919 - 1921 |
| F.C.B. Torino | Italia  | 1921 - 1923 |
| A.C. Napoli   | Italia  | 1923 - 1926 |

### Como entrenador
| Club        | País   | Año         |
| ----------- | ------ | ----------- |
| A.C. Napoli | Italia | 1928 - 1929 |

## Palmarés

### Como jugador

#### Campeonatos nacionales
| Título          | Club      | País    | Año  |
| --------------- | --------- | ------- | ---- |
| Copa de Austria | Wiener AF | Austria | 1922 |